# William Beeston
William Beeston (* zwischen 1606 und 1611; † 24. August 1682) war ein Schauspieler des 17. Jahrhunderts. Ab 1638 folgte er seinem Vater Christopher Beeston ins Theatermanagement und gilt als umtriebiger Theatermacher, insbesondere in der Zeit der Schließung der Londoner Theater zwischen 1642 und 1660.

## Anfänge
William wuchs auf im Theaterumfeld seines Vaters, wurde Schauspieler und stand ihm im Management seiner beiden Häuser Cockpit Theatre (eigentlicher Name Phoenix Theatre) und Red Bull Theatre zur Seite. Dies beinhaltet auch die Leitung der verschiedenen Theaterkompanien, welche über die Jahre in seinen Theatern engagiert waren. Namentlich die Beeston’s Boys, welche sein Vater noch ein Jahr vor seinem Tode ins Leben rief und ein großer Erfolg wurden. Als er 18 Jahre alt war, könnte er sich unter dem Namen William Bee den Lady Elizabeth’s Men angeschlossen haben. Zumal diese auch bei seinem Vater unter Vertrag waren. Im November 1632 wandte William sich zusammen mit dem Theatermanager William Blagrave (welcher auch Assistent des amtierenden Master of the Revels war) mit einer Petition an den Lord Chamberlain, um das Sorgerecht für einen jungen Schauspieler namens Stephen Hammerton zu erwirken, welcher in zunächst prekären Verhältnissen bei einer anderen Theatergruppe unter Vertrag war. Sie blieb jedoch erfolglos. Hammerton blieb bei den King’s Men und arbeitete die folgenden zehn Jahre bis 1642 als alle Londoner Theater behördlich und dauerhaft geschlossen wurden.
Als im Oktober 1638 Christopher Beeston starb, vermachte er seiner zweiten Frau Elizabeth und William das Theater, einige Grundstücke und die Geschäftsanteile an den Beeston’s Boys. Trotz tatkräftiger Unterstützung seiner Stiefmutter bewies William aber kein gutes Händchen in der Führung. So brachten seine Beeston’s Boys im Frühjahr 1640 ein Theaterstück auf die Bühne, welches beleidigende Inhalte gegenüber dem Umfeld von Königin Henrietta darbot. Namentlich sollen in der Aufführung – es wird vermutet, dass es sich um das Stück The Court Beggar von Richard Brome handelte – der Höfling und Poet John Suckling und William Davenant satirisch kritisiert worden sein. (Anderen Quellen zufolge soll die Niederlage des Königs bei der Niederschlagung der schottischen Presbyterianer im sogenannten Bischofskrieg 1639 Ziel des Spotts gewesen sein.) Obgleich Beeston seit Längerem den für das Theater- und Zensurwesen zuständigen Behördenleiter, Master of the Revels Henry Herbert, mit Zuwendungen bedachte (u. a. ein Paar Samthandschuhe für seine Frau zu 20 Schillingen) kam dieser nicht umhin, Beeston am 5. Mai 1640 ins Marshalsea-Gefängnis zu überstellen. Am 27. Juni 1640 setzte er per königlichem Dekret William Davenant, der sich zuvor schon vergeblich um einen Theaterneubau in der Fleet Street bemühte, als Leiter des Cockpit-Theaters ein. Jedoch war der königsergebene Davenant auch politisch recht umtriebig, plante sogar eine Gefangenenbefreiung und die gewaltsame Besetzung des Towers (siehe Army Plots (1641)) und hatte wenig Zeit für die Leitung des Theaters. Folgerichtig waren die Vorstellungen der Beeston’s Boys nicht so erfolgreich, wie unter ihrem Namensgeber.  Die Behörden sahen dies natürlich nicht voraus. Als Davenant im Jahr darauf aus England fliehen musste, waren die Behörden gezwungen, William Beeston wieder einzusetzen. Gegen Kaution wurde dieser aus dem Gefängnis entlassen und übernahm wieder die Geschäfte des Phoenix (Cockpit).

## Familie
Beeston nutzte, wie zuvor sein Vater, zu verschiedenen Anlässen den Nachnamen Hutchinson. Möglicherweise war dies sogar der wahre Familienname und Beeston nur ein Künstlername. William Beeston heiratete ausweislich der Aufzeichnungen seiner Pfarrgemeinde St. Giles in the Fields am 28. Oktober 1633 unter dem Namen Beeston Margaret Howson und am 15. Juli 1642 als Hutchinson („William Hutchinson alias Beeston“) Alice Bowen, eine wohlhabende Kaufmannswitwe (welche Beeston viele Investitionen ermöglichte). Die Pfarr-Aufzeichnungen belegen zwischen 1637 und 1647 auch die Taufen und später auch die Beerdigungen von acht Beeston-Kindern (u. a. George, Sackfield (oder Sackville, 1654 zu Ehren seines verstorbenen Gönners Edward Sackville getauft), Anne, Jane (getauft 1. April 1644; beerdigt 25. Juni 1647)). Sein Sohn George hatte einen Sohn, welcher ebenfalls Schauspieler wurde: Beneniah Beeston, Testamentslegung 26. März 1742. George starb vor seinem Vater und wurde am 12. November 1677 in der Pfarrgemeinde St. Leonard in Shoreditch zu Grabe getragen.

## Während der Londoner Theaterschließung
Nach der Schließung der Londoner Theater (1642), versuchte Beeston sein Projekt der Beeston’s Boys zu erhalten. 1650, nach einer Einigung mit seiner Stiefmutter und ihrem neuen Mann Lewis Kirke (ein Offizier und Bruder von David Kirke), welche die Geschäfte des Cockpit vollends übernommen hatten, wandte er £200 auf um das Cockpit Theatre zu reparieren und versammelte um sich eine Gruppe von „Lehrlingen und Festangestellten, um sie in den Qualität des Schauspiels zu unterweisen und für die Bühne zu ertüchtigen“, wie er es später in einer Zeugenaussage nannte. Seine Mühen waren jedoch nicht von Erfolg gekrönt, da die von den Puritanern geführten Behörden dem Theater weiterhin feindlich gegenüber standen.
Offensichtlich unterstützte Beeston den König nicht militärisch wie seine Schauspiellehrlinge Michael Mohun, Robert Shatterel und Nicholas Burt vor 1647, und es gibt auch keine Beweise dafür, dass er sich dem Hof von Prinz Charles im Exil anschloss (wie etwa George Jolly). Die Erklärung der Treue während der Kriege war wohl eine zutiefst persönliche Angelegenheit und die Erinnerung an seine Inhaftierung durch die Regierung des Königs im Jahr 1640 könnte Beeston veranlasst haben, politisch neutral zu bleiben. Eine solche Haltung würde mit seiner offensichtlichen Weigerung vereinbar sein, sich offen royalistischen Schauspielern anzuschließen, als sie sich 1646 und 1647 in London neu formierten.

### Salisbury Court Theatre
Beeston beabsichtigte eindeutig, auch während der verfügten Untersagungen einen funktionierenden Spielbetrieb wiederherzustellen und er lernte offenbar aus seiner bitteren Erfahrung von 1640 eine Lektion über den Wert der Schirmherrschaft (Patronage). Er bemühte sich das Salisbury Court Theatre zu erwerben und ebenso um seine soziale Vertrautheit mit dem alternden Edward Sackville, 4. Earl of Dorset und amtierender Lord Chamberlain of the Household (1642–1649). Denn 1648 plante der bisherige Pächter des Salisbury Court, John Herne, das Theater in ein Brauhaus umzuwandeln. Das wollte der Grundstückseigner Sackville nicht zulassen und bot Beeston den Mietvertrag an. Hierfür war er auch willens Schulden von 700 Pfund, die Sackville dem Händler Thomas Bowen, Alice Beestons verstorbenem Ehemann, schuldete, zurückzuzahlen. Dies war vorerst jedoch nur eine Absichtserklärung, weshalb Beeston in Vorkasse ging und aus seinen Mitteln, wozu auch Verpfändungen gehörten, begann das Theater zu übernehmen. Jedoch wurde es wenige Monate, am 30. Januar 1649 aufgrund der Verschärfung der politischen Situation (der König wurde an diesem Tage hingerichtet) von Parlamentssoldaten stark beschädigt und somit unbespielbar gemacht. Zudem erkrankte sein Gönner und starb im Sommer 1652. Sein Sohn und Erbe führte die Geschäfte weiter und hielt sich auch weitgehend an die Abmachungen. Er brachte aber zusätzliche Anforderungen hinein, wonach ein Garten angelegt werden musste. Am 24. März 1653 bertrug der Earl das Theater an Theophilus Bird für £480. Beeston verpfändete weitere Objekte aus seinem Besitz um die Bedingungen des Erls zu erfüllen. So musste er auch auf seine Kosten (300 £) die Dachöffnungen wieder schließen lassen, die der Vorgänger im Zuge seines Brauhausvorhabens anlegte. Genau das aber brachte Beeston an das Ende seiner finanziellen Leistungsfähigkeit und die Bauarbeiten wurden eingestellt. Dies veranlasste Sackville dazu den Pachtvertrag wieder zurückzuziehen. Zudem verließ er das Land um eine Rundreise durch Frankreich zu unternehmen. Einige Forscher nehmen an, dass das Salisbury Court Theatre in der Zeit von 1652 bis 1658 als stillgelegte Baustelle brach lag. Andere Quellen belegen aber, dass Beeston und Bird in dieser Zeit sehr wohl Stücke im Salisbury Court Theatre auf die Bühne brachten. So soll Beeston Kontakt zur Sackvilles Ehefrau Lady Frances Cranfield aufgenommen haben, der die Objektverwaltung ihres Mannes oblag. Sie soll Beeston die Nutzung des Theaters schließlich erlaubt haben.

### Beschuldigung des Verrats
Beeston hielt etliche Stücke des Salisbury Court Theatre. Darunter befand sich Claricilla, eine Tragikomödie von Thomas Killigrew und sollte im Jahr darauf von einem Ensemble trotz des herrschenden Theaterverbots klandestin im Ballhaus des Gibbon’s Tennis Court aufgeführt werden. Bevor es jedoch dazu kam, wurde die Veranstaltung an die Behörden verraten. Im Verdacht stand schnell William Beeston, der ja die Rechte innehatte und bis dahin vergeblich eine Beteiligung an den Einnahmen forderte. Eine zeitgenössische Quelle, die royalistische Zeitschrift Mercurius Democritus, eine von John Crouch herausgegebene Publikation im Stile eines Revolverblatts, deutete dies in ihrer Ausgabe vom 2. bis 9. März 1653 an, in dem behauptete wurde „An ill Beest, or rather Bird“ seien die Verräter und wies darin süffisant auf Beestons Bemühen hin in seinem eigenen Haus Theaterstücke zu inszenieren. „An ill Beest“ kann auf Will Beeston hindeuten; mit „Bird“ könnte der Schauspieler Theophilus Bird (der Ältere), Beestons Schwager und Geschäftspartner, gemeint sein. Tatsächlich brachte er zu jener Zeit eigene Aufführungen in seinem Salisbury Court Theatre und kontrollierte die Rechte an Claricilla. Daher fühlte er sich berechtigt an den Einnahmen, die mit dem Stück erzielt werden, einen Teil zu erhalten.

### Wiedererwachen
Dem Cockpit Theatre gelang es im Frühjahr 1660 unter Tolerierung des königstreuen Generals George Monck nach langer Zeit wieder eine Theateraufführung zu geben. Der Buchhändler John Rhodes erhielt hierzu eine Erlaubnis, zumindest Tolerierung. Er mietete und renovierte das Cockpit Theatre und castete eine Truppe junger Schauspieler. Seine Produktion von Perikles, Prinz von Tyrus war die erste Shakespeare-Wiederbelebung jener neuen Ära; Der spätere Star und Schauspielleiter Thomas Betterton gab hier sein Bühnendebüt in der Titelrolle. Michael Mohun (~1625–1684) erhielt ebenfalls eine Chance am Red Bull mit Stücken aus Beestons Besitz. Dieser hatte Beeston entweder zuvor verkauft oder verzichtete auf eine Lizenzzahlung. Aber auch er blieb in dieser Zeit des Aufbruchs nicht untätig und stellte seinerseits eine Truppe auf und gastierte mit ihr im Salisbury Court Theatre. Mitglieder waren Richard Baxter, John Lacy, sein Schwager und Geschäftspartner Bird, sein Sohn George sowie sein Neffe Theophilus Bird. Belegt ist, dass sie die politische Satire The Rump von John Tatham mehrmals erfolgreich aufführten.

## Letztes Wirken
König Charles II. ließ gleich nach seiner Inthronisierung 1660 wieder öffentliche Theateraufführungen zu. Hierzu erteilte er am 21. August 1660 dem Dramatiker Thomas Killigrew und Sir William Davenant die vorläufige Erlaubnis, jeweils eine Theatergesellschaft („Company“) zu gründen. Killigrews King’s Company wurde dabei vom König selbst gestützt und gefördert; Davenants Duke’s Company erhielt das Patronat von dessen Bruder, dem Duke of York, dem späteren König Jakob II. Diese vorläufigen Privilegien wurden später durch ein Letters Patent ersetzt, verbunden mit einer Zementierung eines erblichen Theatermonopols für die Patentinhaber („Theatre Royal“).
Obgleich Beeston alle Anstrengungen unternahm ebenfalls wieder in der wiederauferstandenen Theaterszene Londons Fuß zu fassen, musste er sich nach und nach den beiden großen Theaterkompanien nebst ihren starken Leitern geschlagen geben. Während die einen königliche Patente besaßen, war Beeston auf das Wohlwollen des ihm wohlgesonnenen Master of the Revels Herbert angewiesen. Dessen Machtbefugnisse, die das Amt vor der Theaterschließung noch hatte, schwanden jedoch in der Zeit Karl II. und er konnte kaum noch etwas für Beeston tun. Zunächst konnte Beeston mit seiner Jugendtruppe im von ihm kostspielig renovierten Salisbury Theatre auftreten. Allerdings musste er sich die Bühne mit George Jolly teilen, der ebenfalls Ambitionen hegte neben Davenant und Killigrew eine erfolgreiche Truppe aufzubauen. Aus seiner Zeit in Frankfurt (1650–1659) mit seinem „Englischen Comödianten“ brachte er hierzu reichliche Erfahrungen mit. Für seine neue Truppe warb er auch Mitglieder der Beeston’s Boys ab.
William Beeston gab seine Theaterambitionen auf und wurde Mitglied in Killigrews Truppe am Royal Theatre (dort steht heute das Theatre Royal Drury Lane). Auch sein Sohn George trat auf Empfehlung des Duke of Ormond, bei welchem er in vorübergehenden Diensten stand, in die Truppe ein. Georges Schauspielqualitäten waren nach Beobachtung Samuel Pepys jedoch eher mittelmäßiger Natur.
Als beim Großen Feuer von London im Jahr 1666 William Beestons Salisbury Theatre vollkommen zerstört wurde, brachte ihn das erneut in große finanzielle Schwierigkeiten. Er hatte den Zimmerleuten Silver und Robert Fisher bei der ersten Renovierung anstatt einer Entlohnung sein Grundstück verpfändet und konnte diese Schulden nicht mehr bedienen. Auch wurde er von weiteren Gläubigern verklagt. Somit musste er auf sein Grundstück am Salisbury Court verzichten und es samt dem Wiederaufbaurecht an seine Gläubiger abgeben.
Ein weiteres Feuer zerstörte Killigrews King’s Playhouse (Royal Theatre) an der Drury Lane und die daraus resultierenden finanziellen Schwierigkeiten der King’s Company zwangen Beeston dazu nebenher auf verschiedenen Messen aufzutreten. Auch versuchte er noch mal in der Londoner Theaterszene als Dramatiker Fuß zu fassen, indem er bei dem Earl of Dorset (und späteren Lord Chamberlain of Household) um Unterstützung nachsuchte, ein von ihm umgeschriebenes Stück von John Dryden auf die Bühne des King’s Playhouse zu bringen. Dryden schrieb ohnehin viel für die King’s Company, seine Stücke kamen aber, bedingt durch die erwähnten finanziellen Schwierigkeiten und einem Streik der Schauspieler kaum noch auf die Bühne.
1681, in seinen Siebzigern, nahm Beeston endgültig Abschied von der Bühne. Am 24. August 1682 starb William Beeston in seinem Haus in der Bishopsgate Street [Ecke Hog Lane (heute Worship Street), ein Erbe seines Vaters] – so beschrieb es der Antiquar und Biograph John Aubrey, der ihn in seinen letzten Lebensmonaten noch oft besuchte, um an seinem umfangreichen Wissen über das Londoner Theater der letzten Jahrzehnte („the chronicle of the stage“, Dryden) teilzuhaben. Schließlich spielte Beestons Vater noch mit Shakespeare auf der Bühne und auch William war äußerst erfahren mit vielen Schauspielkollegen und namhaften Ensembles. William Beeston war so Aubreys Quelle für Shakespeare und half, Informationen über den Dichter weiterzugeben, die in der Theaterwelt seiner Generation bekannt waren. So zum Beispiel, dass Shakespeare „Latein ziemlich gut verstand: denn er war in seinen jüngeren Jahren ein Schulmeister auf dem Land gewesen“.